# När ljusen ska tändas därhemma (musikalbum)
När ljusen ska tändas därhemma är ett julalbum av den svenske sångaren Christer Sjögren, släppt på CD och på kassettband inför julen 1994 och på VHS inför julen 1995. På den svenska albumlistan placerade det sig som högst på 25:e plats.
Låten "Min önskejul" tolkades 1997 av Sanna Nielsen på hennes julalbum med samma namn .
Albumtiteln kommer av en mycket vanlig missuppfattning av den svenskspråkiga versionen av sångtexten till albumets inlednings- och titelspår, vilket sjungs i sångtexten men inte är titeln.

## Låtlista

### Sida 1
1. När ljusen tändas därhemma (When It's Lamp Lighting Time in the Valley)
2. Ser du stjärnan i det blå (When You Wish upon a Star)
3. O helga natt (Cantique de noël)
4. Sjömansjul på Hawaii
5. Ett barn är fött på denna dag (Vom Himmel hoch da komm' ich her)
6. Julenatt - silvernatt
7. Blue Christmas

### Sida 2
1. Bella Notte
2. O du saliga, o du heliga
3. Min önskejul
4. Vår vackra vita vintervärld (Winter Wonderland)
5. När det lider mot jul (Det strålar en stjärna)
6. Vi längtar efter julen
7. Allt som saknas är du

## Medverkande musiker
- Christer Sjögren: Sång
- Peter Ljung: Keyboard
- Klas Anderhell: Trummor
- Rutger Gunnarsson: Kontrabas
- Lasse Westmann: Gitarr

## Listplaceringar
| Lista (1994-1996) | Topplacering |
| ----------------- | ------------ |
| Sverige           | 25           |